# Гайлявічюс Альфонсас Антонович
Альфо́нсас Анто́нович Гайля́вічюс (28 липня 1910, місто Рига, тепер Латвія — 24 лютого 1998, місто Вільнюс, Литва) — радянський державний діяч, діяч органів держбезпеки, секретар ЦК КП Литви, міністр внутрішніх справ (охорони громадського порядку) Литовської РСР. Депутат Верховної ради Литовської РСР 4—7-го скликань.

## Життєпис
З 1928 року брав участь у підпільному комсомольському русі в Литовській Республіці.
У 1928—1929 роках — секретар Біржайського підрайонного комітету комсомолу Литви.
Член Комуністичної партії Литви з 1929 року.
У 1929—1930 роках — секретар Біржайського підрайонного комітету комсомолу Комуністичної партії Литви.
З 1935 до 1940 року перебував у лиовській в'язниці за антидержавну діяльність. Влітку 1940 року, після окупації Литви радянськими військами, був звільнений із в'язниці.
З червня до серпня 1940 року — начальник особливого відділу Управління безпеки Литовської РСР.
У 1940—1941 роках — начальник III спеціального відділу НКВС Литовської РСР. Брав активну участь в арештах і депортаціях жителів Литви.
З 1941 року перебував у розпорядженні IV управління НКВС СРСР. Під час німецько-радянської війни, з 1943 до 1944 року очолював спеціальну розвідувальну групу НКВС «Sakalai» («Соколи») в окупованій німецькими військами Литві.
У 1944—1948 роках — уповноважений Ради в справах релігійних культів при Раді народних комісарів (Раді міністрів) СРСР по Литовській РСР. Контролював та обмежував діяльність литовських релігійних громад, головним чином католицької церкви, та організовував репресії проти духовенства.
У 1948—1953 роках — заступник міністра державної безпеки Литовської РСР із кадрів.
У 1953—1954 роках — заступник міністра внутрішніх справ Литовської РСР.
У 1954 році — секретар ЦК КП Литви.
У березні 1954—1962 роках — міністр внутрішніх справ Литовської РСР.
У 1962 — 19 вересня 1968 року — міністр охорони громадського порядку Литовської РСР
Потім — на пенсії у Вільнюсі.
24 лютого 1998 року помер у Вільнюсі.

## Нагороди та відзнаки
- генерал-майор внутрішньої служби (1957)

- орден Вітчизняної війни І ст. (1949)
- орден Вітчизняної війни ІІ ст. (1945)
- два ордени Трудового Червоного Прапора (20.07.1950, 1965)
- орден «Знак Пошани» (1943)
- медалі